# Qカーボン
Qカーボン（英語:  Q-carbon、Qは「焼入れ」を意味する英語: quenchingの頭文字から）は、 2015年にノースカロライナ州立大学の研究者らによって発表された炭素の同素体である。Qカーボンは、常温・常圧下で無定形炭素の薄膜にパルスレーザーを照射することにより、4000 K (3700 °C; 6700 °F)からの急速な冷却を起こす事で形成される。

## 特徴
- ダイヤモンドより硬い[2]
- 他の炭素同素体と異なり強磁性を示し、キュリー温度は 500 K、飽和磁化は 20 emu/g である[7]。
- ダイヤモンドより透明であることから、光電子工学における利用が期待される[2]
- 比較的低コストで製造できる[8]
- sp3結合とsp2結合とが混在しており、sp3 結合が大部分を占める(75%～85%) [9]